# Aleksei Aleksàndrov
Aleksei Aleksàndrov (en rus: Алексей Александров), nascut l'11 de maig de 1973 a l'RSS de Belarús, és un jugador d'escacs belarús, que té el títol de Gran Mestre des de 1997.
A la llista d'Elo de la FIDE del gener de 2022, hi tenia un Elo de 2502 punts, cosa que en feia el jugador número 5 (en actiu) de Belarús. El seu màxim Elo va ser de 2679 punts, a la llista de gener de 2004 (posició 24 al rànquing mundial).

## Resultats destacats en competició
- 1989: Victòria al Campionat de l'RSS de Belarús
- 1990: Victòria al Campionat de l'RSS de Belarús
- 1991: Victòria al Campionat júnior de l'URSS, a Alma-Ata[4]
- 1992: Victòria al Campionat d'Europa juvenil.[5]
- 1996: Victòria al Campionat de Belarús, 1r al torneig de Gistrup, a Dinamarca, empatat a punts amb Iuri Iàkovitx.[6]
- 1998: Participa en el Campionat del món d'escacs de 1998 (FIDE), essent eliminat en tercera ronda per Zurab Azmaiparaixvili.[7]
- 1998: Victòria a Kstovo
- 2000: Empatat als llocs 1r-4t (i segon per desempat) al Campionat d'Europa absolut a Saint-Vincent (Vall d'Aosta) amb 8 punts sobre 11 possibles.[8][9]
- 2000: Victòria al Memorial Petroff a Sant Petersburg[10]
- 2001: Victòria al 17è obert de Bad Wörishofen
- 2002: Empat al 1r lloc a l'Aeroflot Open a Moscou[11]
- 2003: Empat al 1r lloc a l'Aeroflot Open a Moscou[12][13]
- 2005: Victòria a l'obert “Inautomarket” a Minsk[14]
- 2007: Victòria al Campionat d'escacs de Belarús
- 2007: Empat als llocs 3r-9è amb Pavel Smirnov, Vladimir Malakhov, Evgeny Vorobiov, Murtas Kajgalíev, Vladimir Dobrov i Dmitry Svetushkin al 3r Obert de Moscou.[15]
- 2009: Victòria al Festival d'escacs d'Abu Dhabi[16][17]
- 2009: Victòria al 8è obert internacional “Al Saleh” al Iemen[18]
- 2010: Empat als llocs 2n-7è al torneig Mayor's Cup de Mumbai (el campió fou Dmitri Kókarev).[19]
- 2010: Empat als llocs 1r-6è amb Dmitri Kókarev, Martyn Kravtsiv, Maksim Túrov, Baskaran Adhiban i Aleksei Dréiev al II Obert Orissa a Bhubaneshwar.[20]
- 2010: Va empatar als llocs 1r–8è amb Serguei Vólkov, Hrant Melkumian, Eduardo Iturrizaga, Qadir Huseynov, David Arutinian, Viorel Iordăchescu i Tornike Sanikidze al 12è Obert de Dubai.[21]
- 2011: Victòria al 3r Torneig obert d'Orissa (Índia) per GMs.[22]